# Science
Science (tiếng Anh của "khoa học") là tập san học thuật của Hiệp hội Mỹ vì sự Phát triển Khoa học (American Association for the Advancement of Science - AAAS) và được coi là một trong những tập san khoa học có uy tín nhất.. Tập san này có quá trình bình duyệt (peer review), được xuất bản hàng tuần, và có vào khoảng 130.000 người mua tập san dài hạn. Do những học viện mua tập san và website của tập san phục vụ thêm người, số độc giả ước lượng đến một triệu người.
Chức năng chính của tập san này là việc xuất bản bài nghiên cứu mới và phê bình nghiên cứu quan trọng về khoa học, nhưng Science cũng xuất bản tin tức khoa học, ý kiến về chính sách khoa học và những việc quan trọng đối với các nhà khoa học và những người chăm chú về các hiệu quả của khoa học và công nghệ. Tuy các tập san khoa học chuyên ngành thường tập trung về một lĩnh vực trong khoa học, nhưng Science và tập san cạnh tranh Nature đăng tải tất cả những lĩnh vực khoa học. Hệ số ảnh hưởng (impact factor, IF) của Science vào năm 2014 là 33,611 (theo thống kê của Thomson ISI).
Tuy là tập san của Hiệp hội Mỹ vì sự Phát triển Khoa học, nhưng các nhà khoa học không cần tham gia AAAS để có bài trong Science; họ nhận bài từ những tác giả khắp nơi trên thế giới. Có sự cạnh tranh sôi nổi để được đăng trên tập san này, tại vì sau khi có bài viết trong một tập san khoa học nổi tiếng như Science, một nhà khoa học có thể có được tên tuổi và triển vọng trong tương lai. Ít hơn 10% của những bài được gửi đến ban biên tập được chấp nhận, và tất cả mọi bài nghiên cứu được bình duyệt trước khi được xuất bản trong tập san.
Năm 2007, các tập san Science và Nature được trao giải thưởng Hoàng tử xứ Asturias cho sự truyền bá tiến bộ khoa học và nhân văn.
Science có trụ sở chính tại Washington, D.C. (Hoa Kỳ) và trụ sở thứ hai tại Cambridge (Anh).